# 養徳学舎

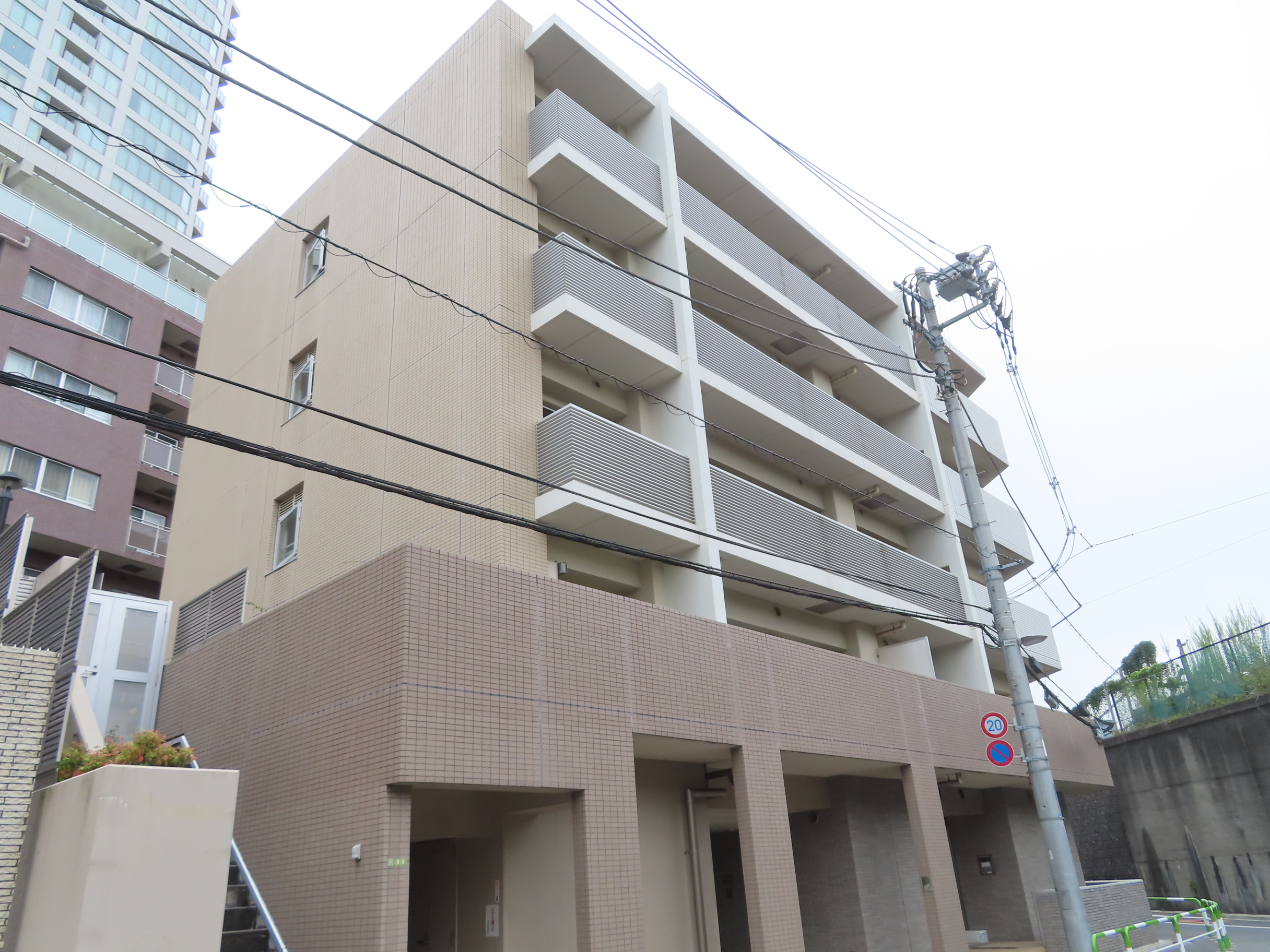
養徳学舎（2024年10月）

養徳学舎（ようとくがくしゃ）は、財団法人奈良県奨学会が運営する東京都文京区に位置する男子学生寮。奈良県出身者のための県人寮。

## 運営環境
- 所在地……東京都文京区小日向4丁目3-3
  - 東京メトロ 丸ノ内線 茗荷谷駅から、徒歩約6分
- 建物構造……鉄筋コンクリート構造。5階建て。
- 部屋数……約70部屋。
- 収容定員……約70名。
  - 2007年4月1日現在、32名が居住
- 部屋の設備……ベッド、机、椅子、照明、棚。
- 共用の設備……ホール、食堂、図書室、洗濯場、台所、トイレ、浴室、Wi-Fi完備。
- 経費
  - 入舎費：100000円
  - 一月あたりの家賃：35000円(自治会費などを除く)
  - 光熱水費：使用量に応じて1000円前後
  - その他、自治会費（月2000円程度）等が必要。

## 建替の経緯
2008年、敷地の約4分の1を占める建物は築50年で、老朽化と耐震性から建て替えが必要になった。県はコスト削減の方法として、土地の一部を企業に貸し出し、マンションと合わせて寮を建ててもらい、県が受け取る借地代で寮を買い取る方針とした。
選定の結果、不動産会社のヒューリックと50年の定期借地契約を結び、建物建設費と借地権利金を相殺した。新しい寮は2010年に完成、数億円かかる予定だった建設費用は格安で済んだ。一方、ヒューリックが隣に建てたマンションの名称は「ヒューリックレジデンス茗荷谷」である。

## 運営環境の詳細
東京大学（本郷キャンパス）、早稲田大学（西早稲田キャンパス）、法政大学（市ヶ谷キャンパス）、明治大学（駿河台校舎）、立教大学（池袋キャンパス）、東京理科大学（神楽坂キャンパス）、専修大学（神田キャンパス）など都内の主要大学に非常に近い好位置に立地し、前述の大学・キャンパスには全て自転車で10～20分程度で通える。東京大学、早稲田大学の者が在寮舎に多い。
また、文京区小日向は都内での犯罪発生件数が最も少なく、寮の周辺地域の治安は極めて良好である。
部屋の広さは6畳程度（部屋ごとに少し異なる）。
入舎対象を男子学生に絞っていることについて、県は平成22年の建替時に女子の受け入れを検討したが、奈良県の女子学生の東京圏への進学率が低いこと、管理運営面の課題などから見送った。これについて奈良県議会令和6年2月定例会の代表質問にて、県は時代の変化に鑑み女子の受け入れについて前向きに検討していくと回答した。

## 入寮の条件
- 保護者が奈良県に現住所を有するもの（1年以上在住しているもの）
- 学校教育法による大学に入学（在学）する男子の1〜3年生

## 著名な出身者
- 柿本善也
- 堀井巌
- 八嶋智人[3]